# Melitturga barbarae
Melitturga barbarae är en biart som beskrevs av Constance Margaret Eardley 1991. Melitturga barbarae ingår i släktet Melitturga och familjen grävbin. Inga underarter finns listade i Catalogue of Life.